# بوسطن بروينز
بوسطن بروينز (بالإنجليزية: Boston Bruins)‏ هو فريق هوكي جليد أمريكي محترف يلعب في الشعبة الأطلسية من القسم الشرقي في دوري الهوكي الوطني (NHL). حاز على كأس ستانلي ست مرات أعوام 1929، 1939، 1941، 1970، 1972، 2011.